# Sebaea bojeri
Sebaea bojeri är en gentianaväxtart som beskrevs av August Heinrich Rudolf Grisebach. Sebaea bojeri ingår i släktet Sebaea och familjen gentianaväxter. Inga underarter finns listade i Catalogue of Life.